# Vláda Leopolda Skulského
Vláda Leopolda Skulského byla třetí vládou Druhé Polské republiky pod vedením Leopolda Skulského. Kabinet byl jmenován 13. prosince 1919 šéfem státu Józefem Piłsudským po demisi předchozí vlády Ignacyho Jana Paderewského. Vláda odstoupila 9. června 1920. 

## Složení vlády
| Portfej                                            | Ministr / člen vlády         | Strana         | Nástup do úřadu   | Odchod z úřadu    |
| -------------------------------------------------- | ---------------------------- | -------------- | ----------------- | ----------------- |
| Předseda vlády                                     | Leopold Skulski              | NZL            | 13. prosince 1919 | 9. června 1920    |
| Ministr zásobování                                 | Stanisław Śliwiński          | nestraník      | 13. prosince 1919 | 9. června 1920    |
| Ministr železnic                                   | Kazimierz Bartel             | PSL Wyzwolenie | 13. prosince 1919 | 9. června 1920    |
| Ministr kultury a umění                            | Zenon Przesmycki (úřadující) | nestraník      | 13. prosince 1919 | 9. června 1920    |
| Ministr pošt a telegrafů                           | Ludwik Tołłoczko             | nestraník      | 13. prosince 1919 | 9. června 1920    |
| Ministr práce a sociální péče                      | Edward Pepłowski             | NPR            | 13. prosince 1919 | 9. června 1920    |
| Ministr průmyslu a obchodu                         | Antoni Olszewski             | nestraník      | 13. prosince 1919 | 9. června 1920    |
| Ministr veřejných prací                            | Andrzej Kędzior              | PSL Piast      | 13. prosince 1919 | 9. června 1920    |
| Ministr zemědělství                                | Franciszek Bardel            | PSL Piast      | 13. prosince 1919 | 9. června 1920    |
| Ministr státního pokladu                           | Władysław Grabski            | ZLN            | 13. prosince 1919 | 9. června 1920    |
| Ministr vnitra                                     | Stanisław Wojciechowski      | nestraník      | 13. prosince 1919 | 9. června 1920    |
| Ministr vojenství                                  | Józef Leśniewski             | nestraník      | 13. prosince 1919 | 9. června 1920    |
| Ministr zahraničí                                  | Władysław Wróblewski         | ZLN            | 13. prosince 1919 | 16. prosince 1919 |
| Ministr zahraničí                                  | Stanisław Patek              | nestraník      | 16. prosince 1919 | 9. června 1920    |
| Ministr spravedlnosti                              | Jan Hebdzyński               | SPK            | 16. ledna 1919    | 2. září 1919      |
| Ministr náboženství a veřejného vzdělávání         | Tadeusz Łopuszański          | ZLN            | 13. prosince 1919 | 9. června 1920    |
| Ministr veřejného zdraví                           | Witold Chodźko (úřadující)   | nestraník      | 13. prosince 1919 | 9. června 1920    |
| Ministr pro záležitosti dřívějšího pruského záboru | Władysław Seyda              | ZLN            | 13. prosince 1919 | 9. června 1920    |